# Ryeoun
Go Yoon-hwan (en hangul, 고윤환), mejor conocido artísticamente como Ryeoun (hangul: 려운), es un actor surcoreano.

## Biografía
Estudia actuación en la Universidad de Seokyeong (서경대학교).

## Carrera
Es miembro de la agencia Lucky Company.
En marzo de 2019 se unió al elenco recurrente de la serie Doctor Prisoner, donde dio vida a Han-bit, el hermano menor de la psiquiatra Han So-geum (Kwon Na-ra), quien desaparece sin dejar rastro mientras se encontraba en confinamiento.
En marzo de 2020 se unió al elenco recurrente de la serie 365: Repeat the Year, donde interpretó a Nam Soon-woo, un joven y novato detective del equipo "Strong Team 1".
El 22 de abril del mismo año se unió al elenco de la serie web The World of My 17, donde dio vida a Yoo Jin-hyuk, un estudiante que aparenta estar enamorado de Oh Na-ri (Arin) para acercarse a su amiga Im Yoo-na (Hwang Bo-reum-byeol).
El 19 de septiembre del mismo año se unió al elenco de la serie Homemade Love Story (también conocida como "Oh! Samkwang Villa") ,donde interpretó a Lee Ra-hoon, el hermano menor de Lee Bit Chae-woon (Jin Ki-joo) y Lee Hae-deun (Bona).
El 21 de septiembre del mismo año se unió al elenco recurrente de la serie 18 Again, donde dio vida a Hong Shi-woo, el hijo gemelo menor de Hong Dae-young (Yoon Sang-hyun) y Jung Da-jung (Kim Ha-neul), quien a diferencia de su hermana gemela, él es un marginado que ocasionalmente es molestado por sus compañeros lo que le ocasiona una baja autoestima, hasta el final de la serie el 10 de noviembre del mismo año.

## Filmografía

### Series de televisión
| Año     | Título                         | Personaje         | Notas                     | Ref.          |
| ------- | ------------------------------ | ----------------- | ------------------------- | ------------- |
| 2017    | Temperature of Love            | Joven cocinero    |                           |               |
| 2019    | Doctor Prisoner                | Han-bit           |                           |               |
| 2020    | 365: Repeat the Year           | Det. Nam Soon-woo |                           |               |
| 2020    | 18 Again                       | Hong Si-woo       | 16 episodios              |               |
| 2020-21 | Homemade Love Story            | Lee Ra-hoon       |                           | [ 11 ]        |
| 2022    | Through the Darkness           | Jung Woo-joo      |                           | [ 12 ]        |
| 2023    | The Secret Romantic Guesthouse | Kang San          |                           | [ 13 ] [ 14 ] |
| 2023    | Twinkling Watermelon           | Ha Eun-kyul       | 16 episodios              | [ 15 ] [ 16 ] |
| 2023-24 | El juego de la muerte          | PD más joven      | Aparición especial, ep. 1 | [ 17 ]        |
| 2024-25 | Namib                          | Yoo Jin-woo       |                           | [ 18 ] [ 19 ] |
| 2025    | Un héroe débil                 | Park Hu-min       | Serie web, 2.ª temporada  | [ 20 ]        |

### Series web
| Año  | Título                             | Personaje         | Notas        |
| ---- | ---------------------------------- | ----------------- | ------------ |
| 2017 | You're Too Much                    | -                 |              |
| 2017 | Real Life Love Story: Season 1     | Varios Personajes |              |
| 2018 | Real Life Love Story: Season 2     | Varios Personajes |              |
| 2018 | Real Life Love Story: Season 3     | Varios Personajes |              |
| 2018 | Real Life Love Story: Season 4     | Varios Personajes |              |
| 2018 | Doo Teob's Pretty Easy School Life | Hak-jun           | 8 episodios  |
| 2018 | Instant Romance                    | Jang Su-ho        | 10 episodios |
| 2019 | IN-SEOUL                           | Yoon Sung-hyun    | 15 episodios |
| 2020 | The World of My 17                 | Yoo Jin-hyuk      |              |
| 2020 | IN-SEOUL: Season 2                 | Yoon Sung-hyun    | 12 episodios |
| 2021 | Adult Trainee                      | Kim Nam-ho        | 7 episodios  |

### Programas de variedades
| Año  | Título                             | Notas   |
| ---- | ---------------------------------- | ------- |
| 2019 | Creator Campus (크리에이터 캠퍼스) | miembro |

### Aparición en videos musicales
| Año  | Intérprete   | Canción      | Notas |
| ---- | ------------ | ------------ | ----- |
| 2017 | Kim Na-young | "But I Must" |       |

### Anuncios
| Año  | Título                            | Notas |
| ---- | --------------------------------- | ----- |
| 2018 | Orion Market Oh! - Granola Cereal |       |
| 2018 | SKT Telecom                       |       |
| 2018 | Dingo Galaxy S9                   |       |
| 2019 | McDonald's                        |       |